# مثل آب برای شکلات (فیلم)
مثل آب برای شکلات (انگلیسی: Like Water for Chocolate) فیلمی است که در سال ۱۹۹۲ منتشر شد.